# Tiécoro Bagayoko
 (avril 2013).
Si vous disposez d'ouvrages ou d'articles de référence ou si vous connaissez des sites web de qualité traitant du thème abordé ici, merci de compléter l'article en donnant les références utiles à sa vérifiabilité et en les liant à la section « Notes et références ».
Pour les articles homonymes, voir Bagayoko.
Tiécoro Bagayoko est un militaire malien, né le 19 juillet 1937 à Goundam, région de Tombouctou, et mort en détention en 1983 à Taoudenit.

## Biographie
Tiécoro Bagayoko est natif de Goundam (région de Tombouctou) , il est le fils de Moussa Bagayoko et de Mata Sadji Kossa. Il passe son enfance à Goundam, puis à Kayes et suit son père à Bamako dans les années 1950. Il rentre à l’école des enfants de troupe de Kati. En 1958 il participe à la guerre d’Algérie du côté des Français où il est médaillé de la Croix de Sauvetage de l’Armée française.
À son retour, il obtient une bourse pour l’école de pilotage en URSS, puis aux États-Unis en 1965.
Le 19 novembre 1968, il prend part très activement au coup d’État qui renverse le Président Modibo Keïta, en compagnie de quatorze autres militaires dont Moussa Traoré. Il est membre du Comité militaire de libération nationale (CMLN) et a le grade de Lieutenant Colonel.
Directeur de la sûreté nationale et des services secrets, il met en place une police politique très répressive, notamment vis-à-vis des étudiants et élèves contestataires. Parallèlement à ses activités politico-policières, il s'intéresse au football et est notamment Président du club Djoliba Athletic Club. Son interventionnisme auprès du corps arbitral vaut au Mali d'être exclu des compétitions inter-africaines pendant un an. 
Il organise notamment la répression des opposants à la suite des manifestations ayant lieu lors des obsèques de l'ancien président Modibo Keita en 1977. 
Il est arrêté, en compagnie de Kissima Doukara et Karim Dembélé par Moussa Traoré alors qu’il se trouve dans son bureau pour une réunion le 28 février 1978. Il est rétrogradé au rang de soldat de deuxième classe. Déporté à Taoudenit, il y meurt assassiné par un commando envoyé par Moussa Traoré qui était dirigé par l'adjudant Chef Moussa Camara. 
Tiécoro Bagayoko avait trois épouses, il a épousé en 1962 Aïssata Kélétigui Doumbia (Assétou Kourouma sur les papiers) avec qui il aura deux enfants : Moussa Tiécoro Bagayoko et Mama Tiécoro Bagayoko. En 1970, Tenimba Diallo avec qui il aura quatre enfants Mata Sadji Bagayoko, Fatouma Bagayoko, Aïssata Bagayoko et Mohamed Bagayoko. En 1976, Néné Bayaba Sy et aura une fille Caty Assetou Bagayoko qui participe à la campagne de l'ancien premier ministre Modibo Sidibé en 2011.